# Citizen Cup 1997
Il  Citizen Cup 1997 è stato un torneo di tennis giocato sulla terra rossa. È stata la 13ª edizione del torneo, che fa parte della categoria Tier II nell'ambito del WTA Tour 1997. Si è giocato ad Amburgo in Germania dal 28 aprile al 4 maggio 1997.

## Campionesse

### Singolare
Iva Majoli ha battuto in finale  Ruxandra Dragomir con il punteggio di 6–3, 6–2

### Doppio
Anke Huber /  Mary Pierce hanno battuto in finale  Ruxandra Dragomir /  Iva Majoli con il punteggio di 2–6, 7–6, 6–2